# Gelophaula
Gelophaula is een geslacht van vlinders van de familie bladrollers (Tortricidae), uit de onderfamilie Tortricinae.

## Soorten
- G. aenea (Butler, 1877)
- G. aridella Clarke, 1934
- G. brevicula (Meyrick, 1921)
- G. lychnophanes (Meyrick, 1916)
- G. palliata (Philpott, 1914)
- G. praecipitalis Meyrick, 1934
- G. siraea (Meyrick, 1885)
- G. tributaria (Philpott, 1913)
- G. trisulca (Meyrick, 1916)
- G. tritochlora (Meyrick, 1912)
- G. vana Philpott, 1928